# Das Ding (Abhörgerät)

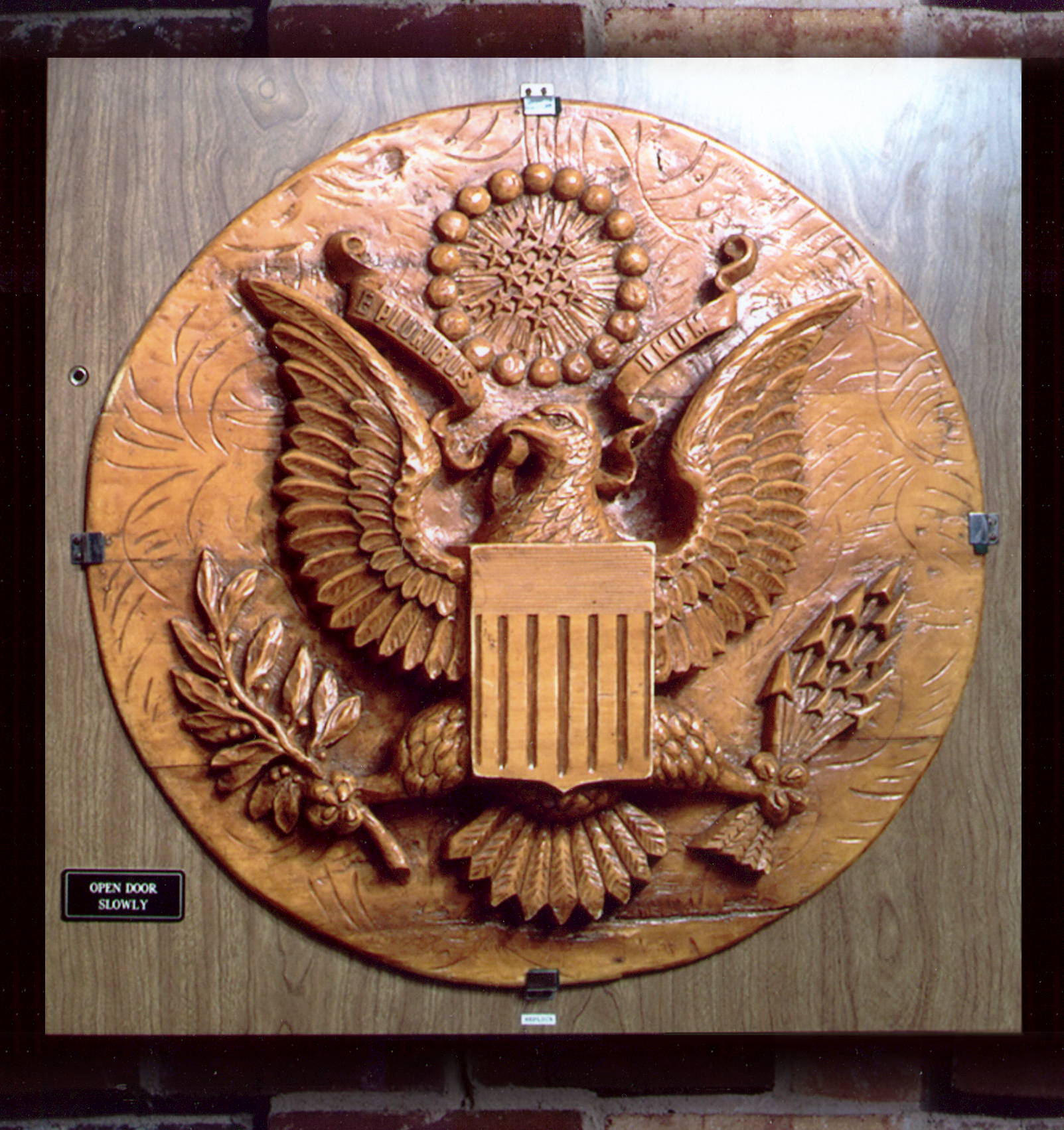
Außenansicht des Großen Siegels der USA mit dem versteckten „Ding“ im Inneren.

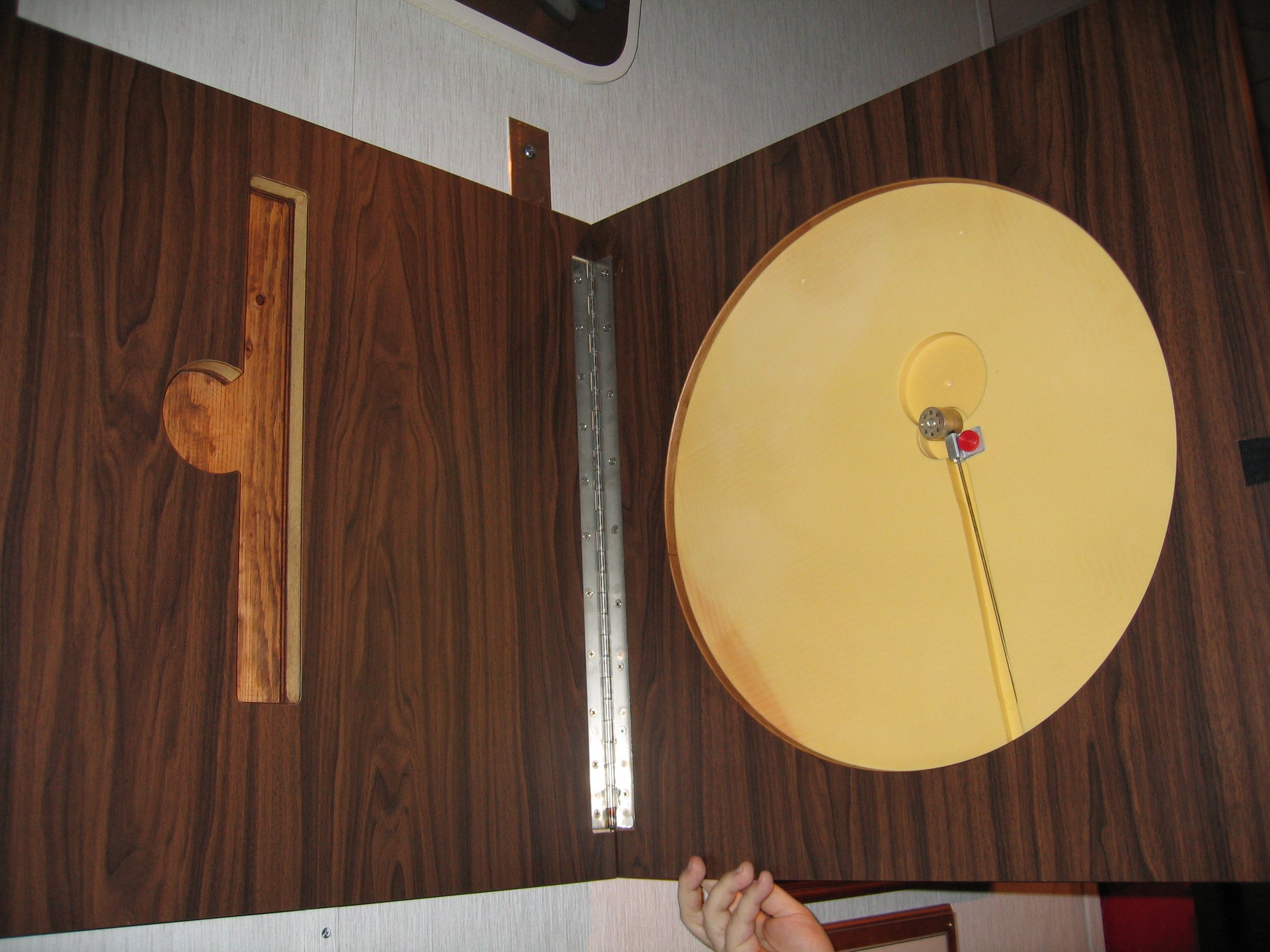
Blick ins Innere eines Nachbaus des Abhörgerätes.

Das Ding (englisch The Thing), auch: The Great Seal Bug (deutsch Die „Wanze“ im „Großen Siegel“), ist die Bezeichnung für ein sowjetisches Abhörgerät, das in einer kunstvoll aus Holz geschnitzten Version des Siegels der Vereinigten Staaten verborgen war. Die Schnitzerei wurde am 4. August 1945 als Teil einer feierlichen Zeremonie der Siegermächte, unter Anwesenheit von Josef Stalin, Nikita Sergejewitsch Chruschtschow und Mao Zedong, von sowjetischen Schulkindern an den damaligen US‑Botschafter in der Sowjetunion, Averell Harriman, als Ehrengeschenk und Zeichen der Freundschaft überreicht. Es hing bis zur Entdeckung der Abhörfunktion im Jahr 1952 in dessen Residenz.

## Aufbau
Das Abhörgerät im Inneren der Schnitzerei bestand hauptsächlich aus einer Schwingungsmembran aus Silber sowie einer Antenne. Es benötigte keine eigene Energiequelle, sondern modulierte ein von außerhalb des Gebäudes eingestrahltes elektromagnetisches Signal, wenn dieses die richtige Frequenz hatte. Damit ist das Arbeitsprinzip vergleichbar mit dem eines Hochfrequenz-Kondensatormikrofons. Das Gerät wurde aktiviert, indem ein Signal aus einem vor der Botschaft geparkten Auto gesendet wurde. Daher konnte es mit den damals üblichen Methoden zum Aufspüren von Wanzen nicht entdeckt werden. Das Funktionsprinzip wurde letztlich vom MI5 entschlüsselt, der in weiterer Folge selbst Abhörgeräte herstellte und einsetzte, die nach demselben Prinzip funktionierten.
Entwickelt wurde es von Leon Theremin (Lew Termen), der mit dem Theremin auch das erste serienreife elektronische Musikinstrument erfand. Dessen Mitwirkung an dem „Ding“ wurde von der Sowjetunion allerdings bis zu deren Ende im Jahr 1991 stets abgestritten.

## Entdeckung und Folgen
Die Funkausstrahlung vom Ding wurde von einem britischen Funker, welcher russische Funkkanäle abhörte, zufällig 1951 entdeckt. Er konnte die Stimme des britischen Luftwaffenattachés klar hören. Es begann eine Suche, wo sich die Wanze befinden könnte, die jedoch zunächst erfolglos blieb. Im Jahr 1952 konnte man die Wanze selbst aufspüren, nachdem man einen ausreichend hochfrequenten einfachen Hüllkurvendemodulator (englisch Crystal Video Receiver) verwendete. Die Entdeckung wurde zunächst jedoch nicht veröffentlicht. Erst am 26. Mai 1960 präsentierte die US‑Regierung das Große Siegel effektvoll mitsamt dem aufgedeckten Inneren während einer Sitzung des UN-Sicherheitsrats. Thema der Sitzung war der U2‑Zwischenfall. Die Sowjetunion bezichtigte die USA der Spionage, worauf die USA mit der Spionage-Wanze im Großen Siegel konterte. Der US‑Botschafter bei den Vereinten Nationen, Henry Cabot Lodge junior, wies die ganze Welt darauf hin, dass auch die Sowjetunion spionierte.